# Sânpaul, Mureș
Sânpaul (în maghiară Kerelőszentpál, în germană Paulsdorf) este satul de reședință al comunei cu același nume din județul Mureș, Transilvania, România.

## Localizare
Localitatea este situată pe râul Mureș, pe drumul național DN15 Târgu Mureș - Turda, între Iernut și Târgu Mureș. Prin Sânpaul trece calea ferată Războieni (Cucerdea Secuiască)-Târgu Mureș. Totodată, este străbătut în sud de Autostrada A3 cu care este legat prin nodul rutier din Ungheni. Aeroportul Internațional Transilvania se află la o distanță de 4,6 km de sat.

## Populație
La recensământul din 2002 au fost înregistrați 1.640 de locuitori, dintre care 685 țigani (41,8%), 494 maghiari (30,1%),  459 români (28%), un german și un ucrainean.

## Istoric

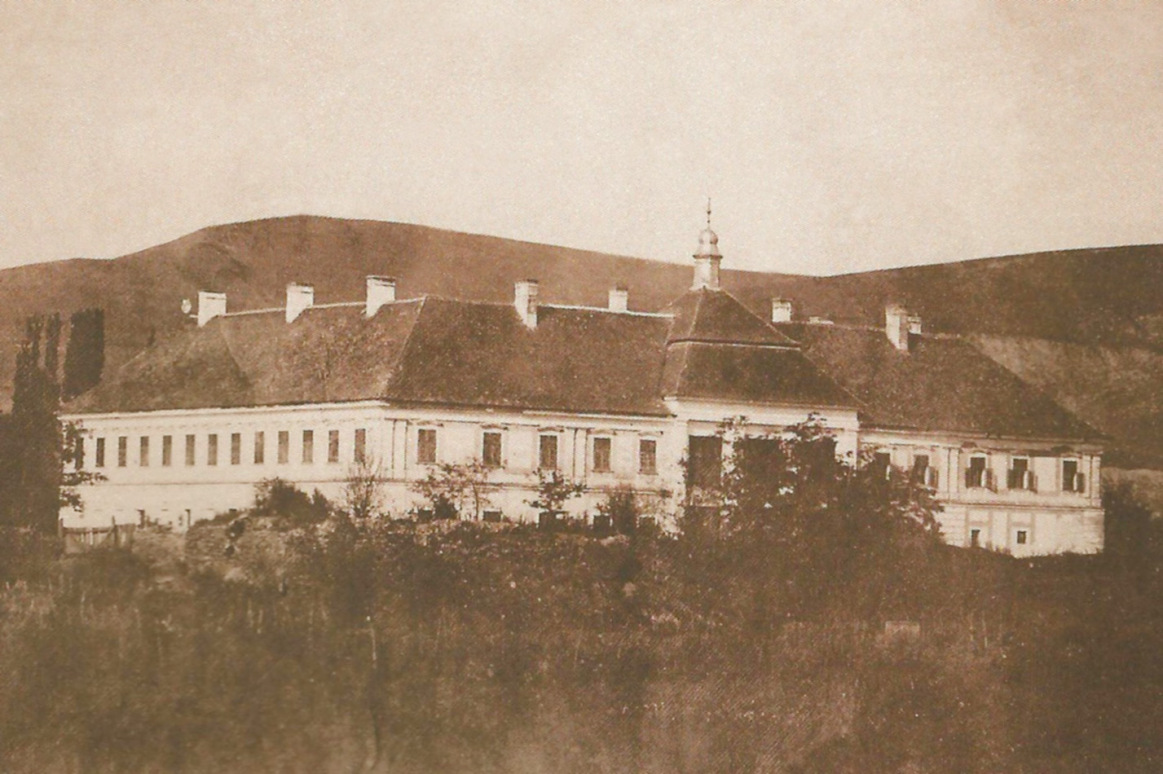
Castelul Haller din Sânpaul (1864)

Satul Sânpaul a fost atestat documentar în anul 1332 ca „Ad Sanctum Paulum”, adică localitatea lângă biserica cu hramul Sfântul Pavel.
La 9 iulie 1575 a avut loc la Sânpaul bătălia dintre Gáspár Bekes, pretendent la coroana Principatului Transilvaniei și principele Ștefan Báthory. Bekes a avut suportul regelui Maximilian al II-lea, nobilimii din Regatul Ungariei, respectiv a secuilor din scaunele Ciuc și Mureș revoltați, nemulțumiți de politica centralizatoare a Bathoreștilor cu care a unit forțele la Ungheni. Pe cealaltă parte principele Báthory a avut suportul nobilimii din Partium, sașilor și secuilor din scaunul Arieș. În urma bătăliei forțele principelui au învins. Bekes a fost nevoit să părăsească Transilvania, renunțând la alte pretenții asupra Principatului, în timp ce secuii și-au pierdut privilegiile de care se bucurau anterior.
Poetul renascentist maghiar, Bálint Balassi la bătălia din Sânpaul⁠(fr)[traduceți] din 9 iulie 1575 a căzut prizonier al principelui Ștefan Báthory. A fost ținut în captivitate în cetatea din Târgu Mureș, mai târziu Báthory l-a luat cu el în Regatul Poloniei și Lituaniei, de unde l-a eliberat în 1577. Cetatea din Sânpaul aflată în proprietatea Ferenc Alárdi a fost distrusă în urma bătăliei din 1575. Astfel, în 1609, principele Transilvaniei, Gabriel Báthory a donat întreaga proprietate lui István Haller și fraților acestuia György și Zsigmond. Familia Haller de religie romano-catolică a deținut satul și castelul reclădit timp de 339 de ani. Construcția noului castel a fost începută de István Haller, însă a fost terminată numai în 1674 de către fiul său. Această nouă clădire a fost distrusă pe timpul luptei de independență a lui Rákóczi. Astfel, Gábor Haller a ridicat al treilea castel în 1760.
Familia Haller a jucat un rol important în recatolicizarea satului Sânpaul care în timpul Reformei Protestante a optat pentru acceptarea tezelor elvețiene. Astfel, soția contelui Gábor Haller, Klára Károlyi și-a luat înapoi în 1740 biserica de la reformați, care abia în 2017, la aniversarea a 500 de ani de la începutul Reformei, au clădit un nou edificiu în sat. În anul următor, 1741, a avut loc reconstrucția edificiului religios în stil baroc și construcția porții cu statuile sfinților Petru și Pavel.
Pe Harta Iosefină a Transilvaniei din 1769-1773 (Sectio 142), localitatea apare sub numele de „Kerellõ Szent Pál”.
După vijelia de grindină ce a avut loc în primăvara 1868, Ferenc și Ignác Haller au finanțat renovarea bisericii și casei parohiale din localitate. Totodată, construcția școlii, casei dascălului și parohiei a fost suportată tot de familia Haller.
În perioada dualismui localitatea a făcut parte din districtul Iernut a comitatului Târnava-Mică. În 1871 a fost dată în folosință calea ferată Deda–Târgu Mureș–Războieni care trece prin satul Sânpaul.
În 1945 trupele sovietice au jefuit castelul Haller. În urma naționalizării ansamblului în anul 1949 a început o degradare ușoară dar continuă până a ajuns în starea actuală.

## Obiective turistice

### Biserica romano-catolică
Biserica romano-catolică „Sfinții Apostoli Petru și Pavel” este un monument istoric aflat pe teritoriul satului construită în secolul al XIV-lea, ulterior fiind reconstruită în stil baroc în secolul al XVIII-lea. În interiorul bisericii se află copia icoanei Fecioarei Maria de la Máriapócs cumpărată de familia Haller în 1737 pentru parohie.

### Capela Haller
Capela familiei Haller se află în cimitirul catolic din localitate, pe Dealul Capelei (maghiară Kápolna-hegy). A fost construită între 1745-1760 de Klára Károlyi și se află pe Lista monumentelor istorice sub codul MS-IV-m-A-15797.

### Castelul Haller
Castelul Haller este un ansamblu de monumente istorice aflat pe teritoriul satului, monumentul apare cu codul 119475.02.01.

### Grânarul
Monument istoric construit de familia Haller care se află pe Lista monumentelor istorice sub codul MS-II-m-A-15798.02.

### Altele
- Parcela Eroilor Români din Al Doilea Război Mondial este amplasată în cimitirul vechi din localitate și are o suprafață de 110 mp. În această parcelă sunt înhumați 31 de eroi români (20 necunoscuți și 11 cunoscuți).

## Personalități
S-au născut sau au trăit în localitate:
- Franz Haller⁠(en)[traduceți] (1796-1875), ban al Croației
- baronul János Haller⁠(hu)[traduceți] (1626-1697), scriitor, politician, ișpanul comitatului Turda, soțul doamnei Katalin Kornis de Gönczruszka
- contele István Haller (1657-1710), gubernatorul Principatului Transilvaniei, fiul baronului János Haller⁠(hu)[traduceți] și Katalin Kornis
- Katalin Kornis de Gönczruszka (1639-1696), soția baronului János Haller⁠(hu)[traduceți], a murit la Sânpaul[8]
- László Szabó (1918-1997), scriitor, jurnalist, redactor

## Imagini

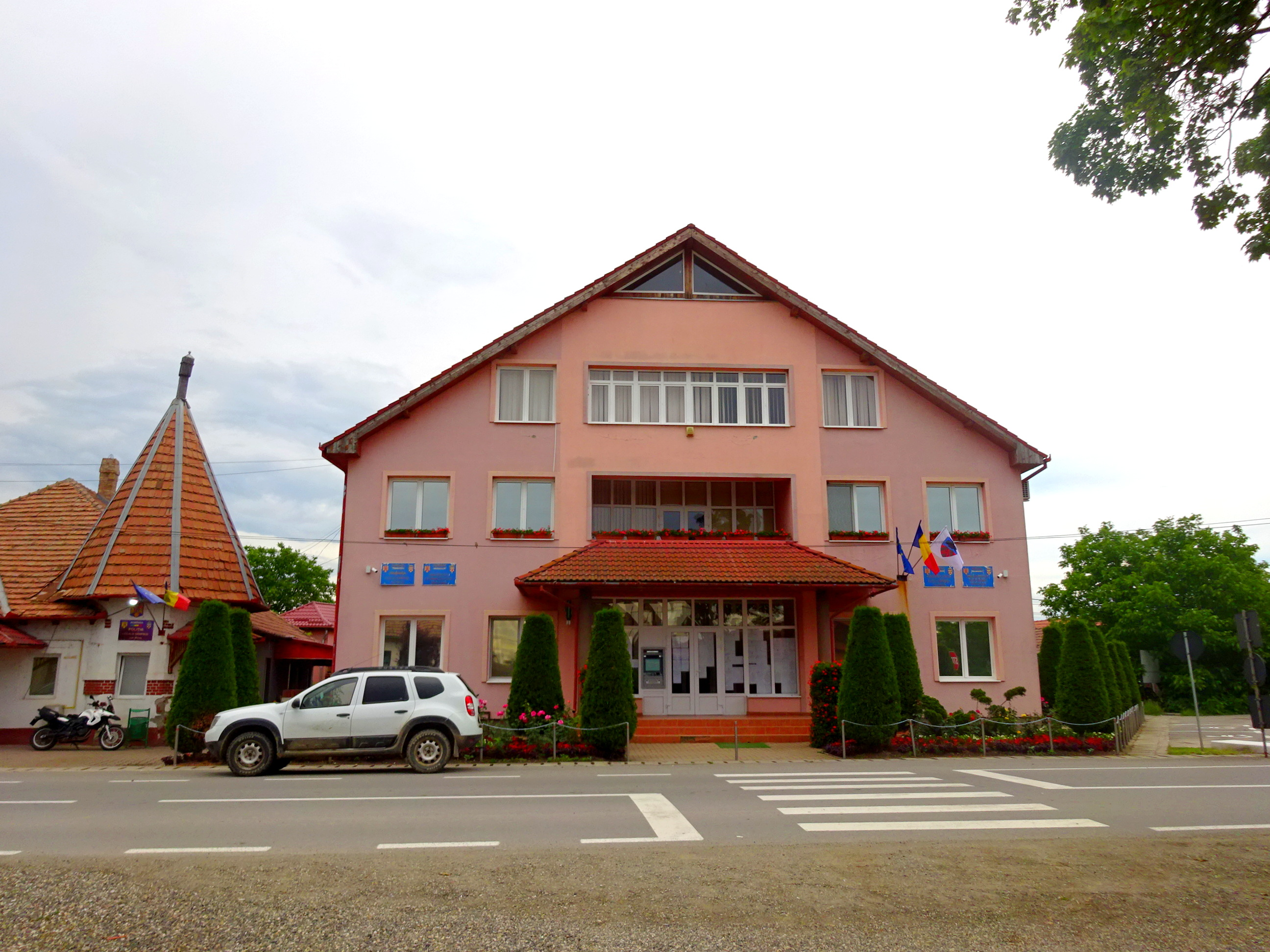
Primăria comunei Sânpaul
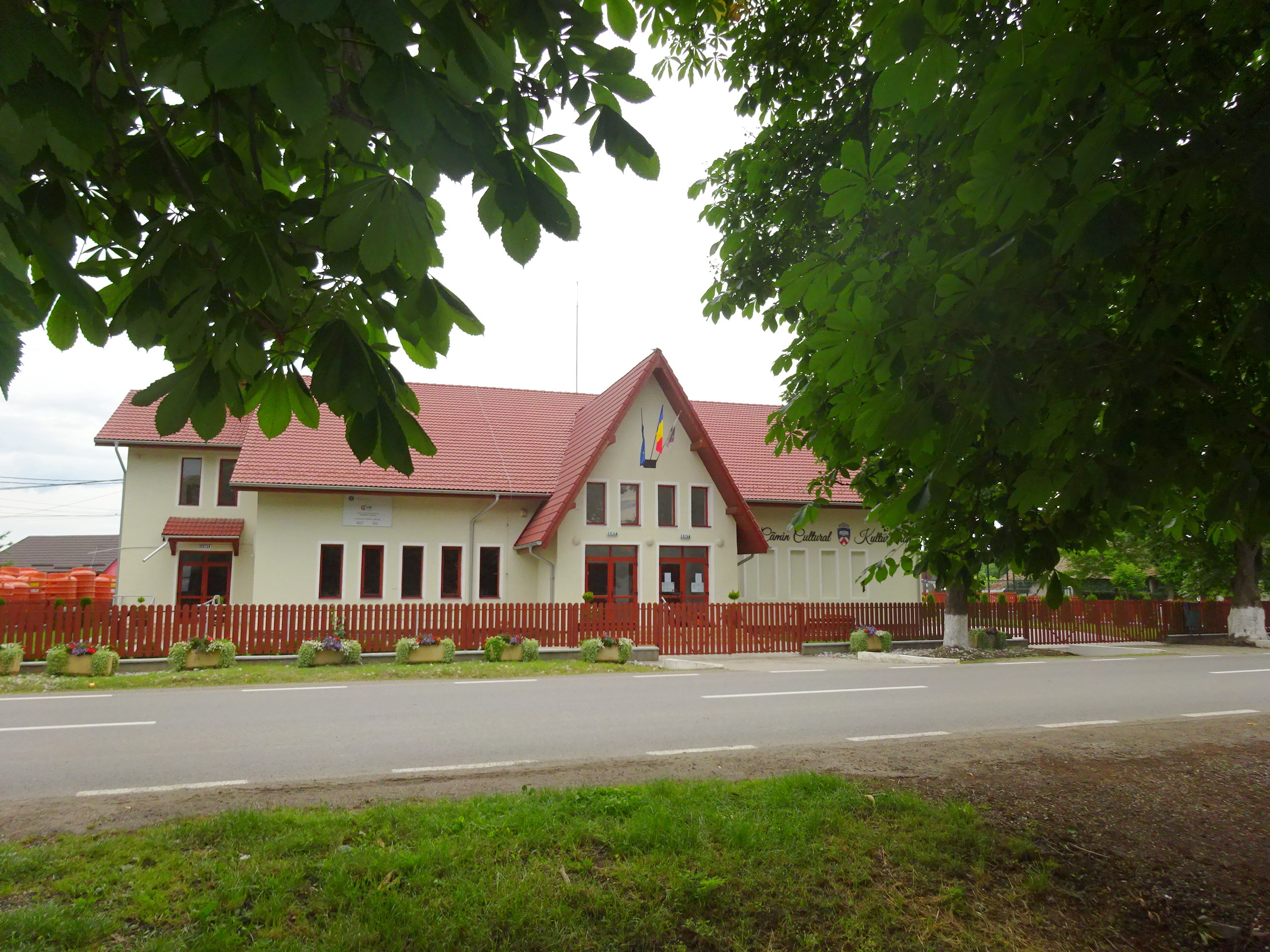
Căminul cultural
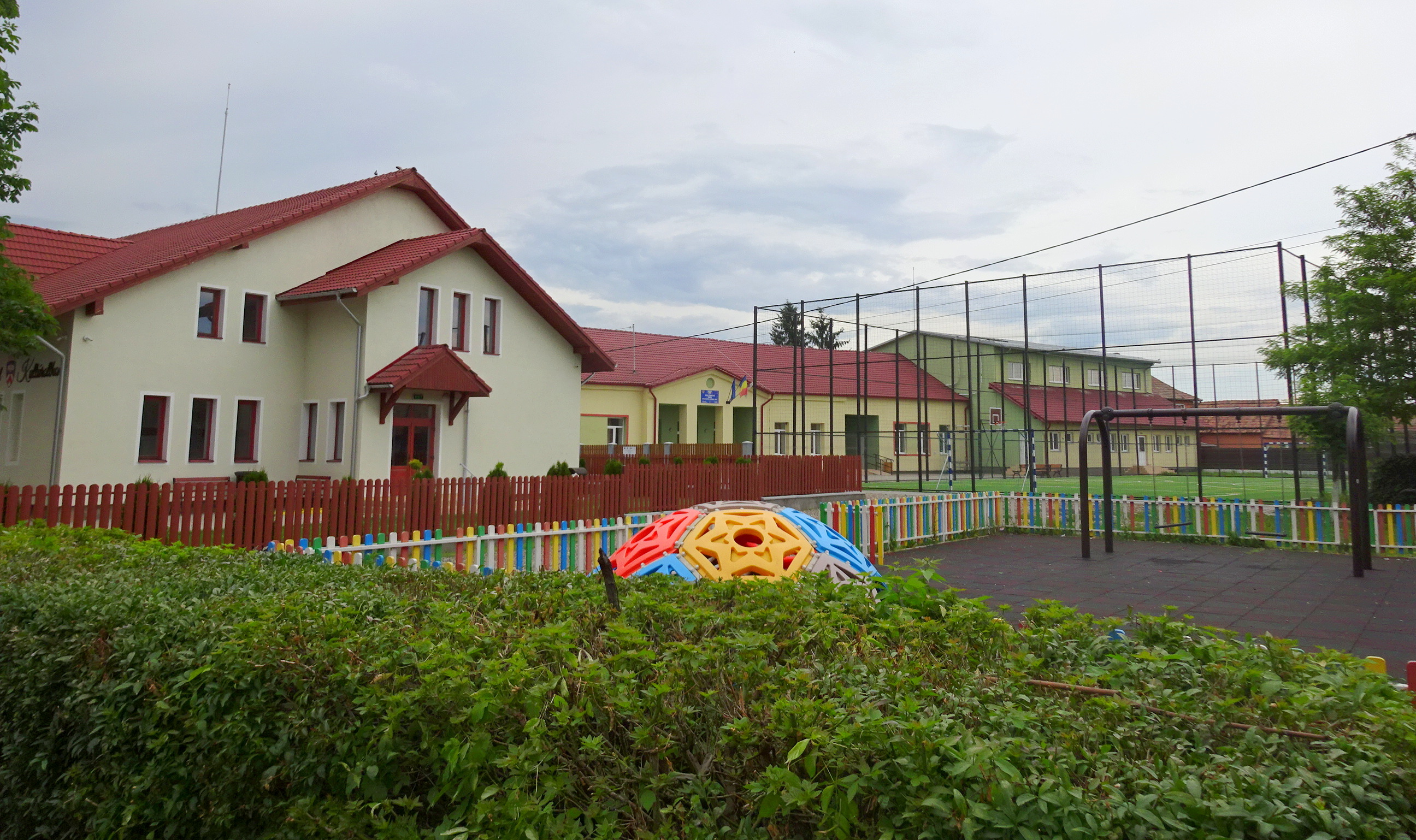
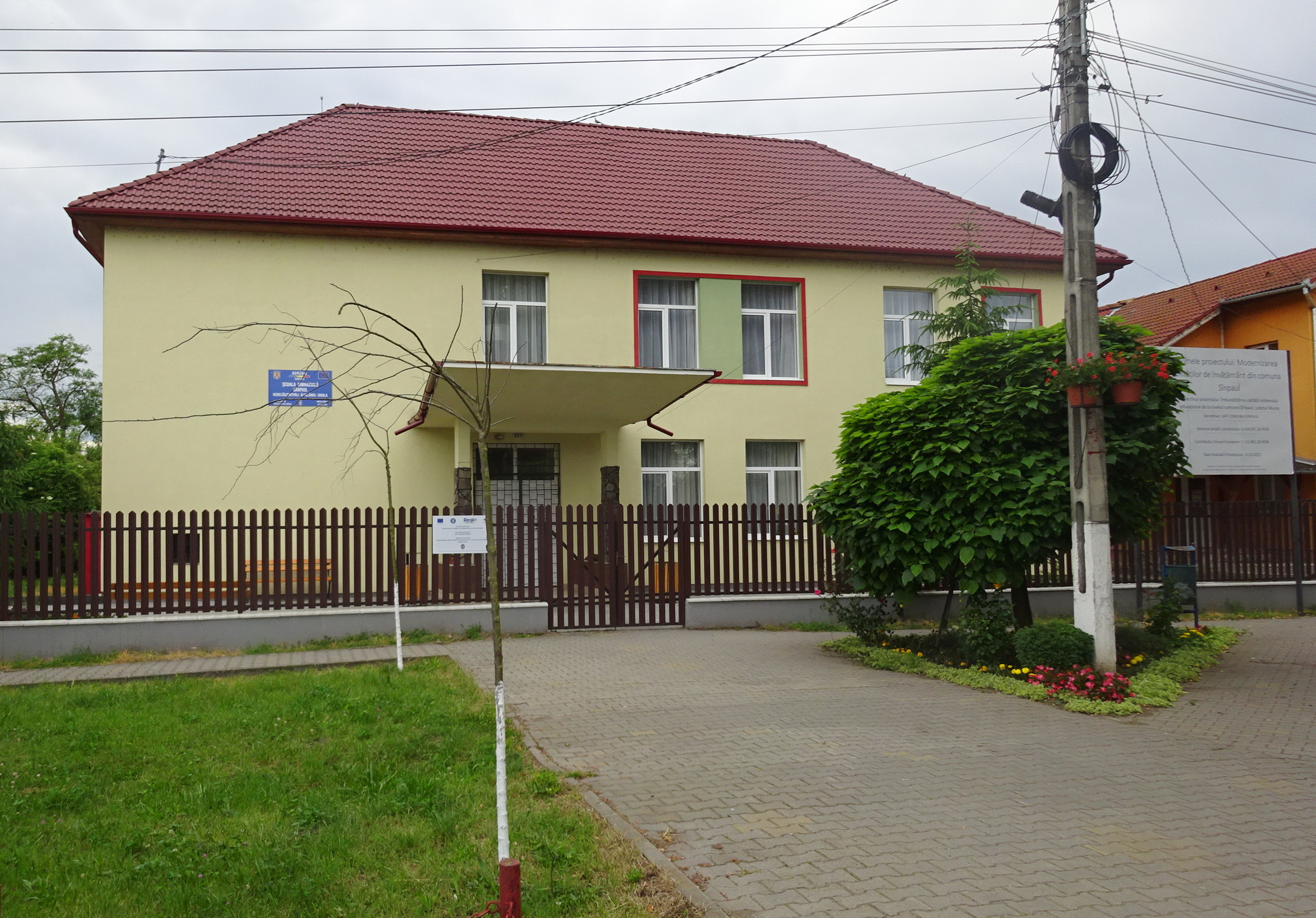
Școala
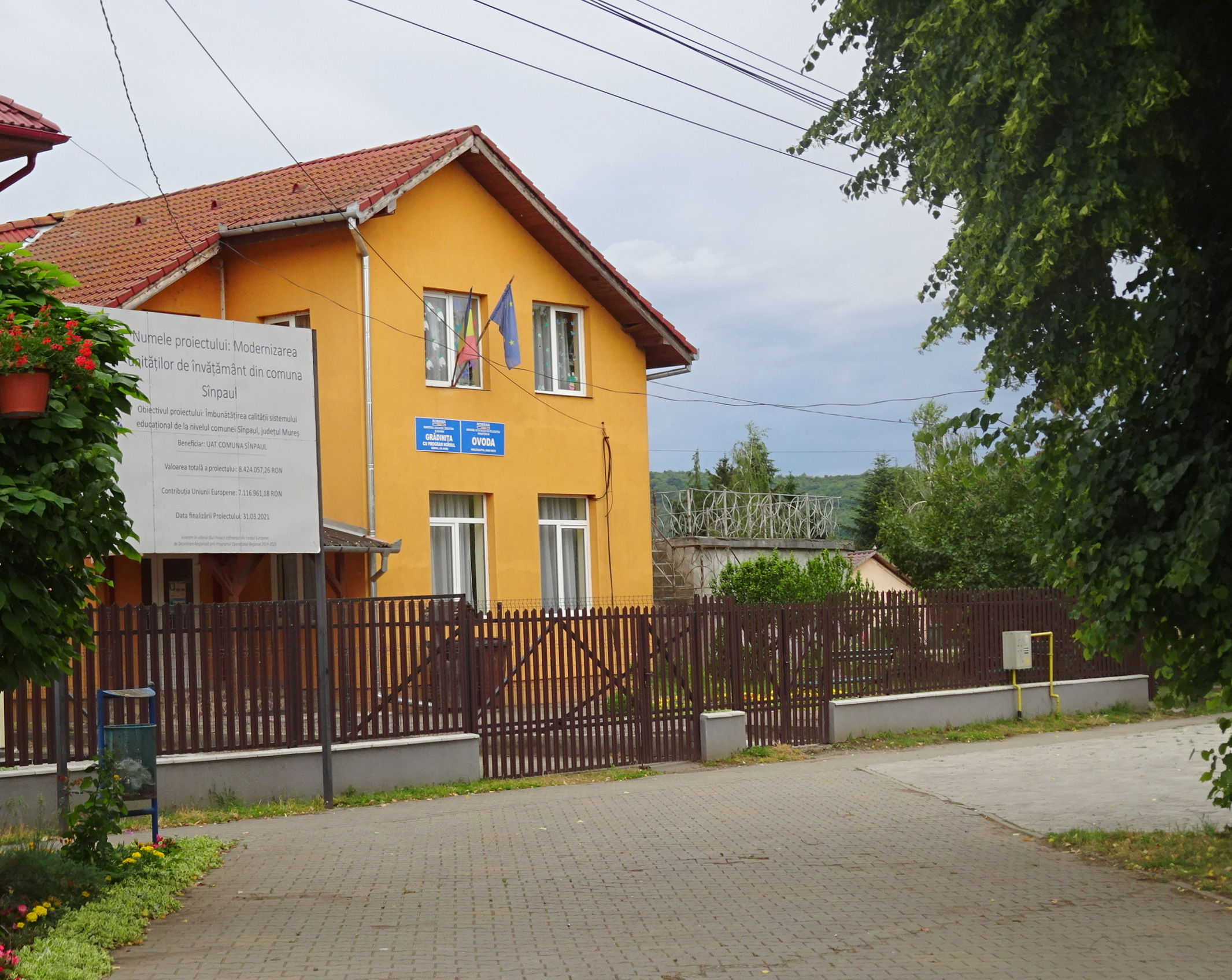
Grădinița
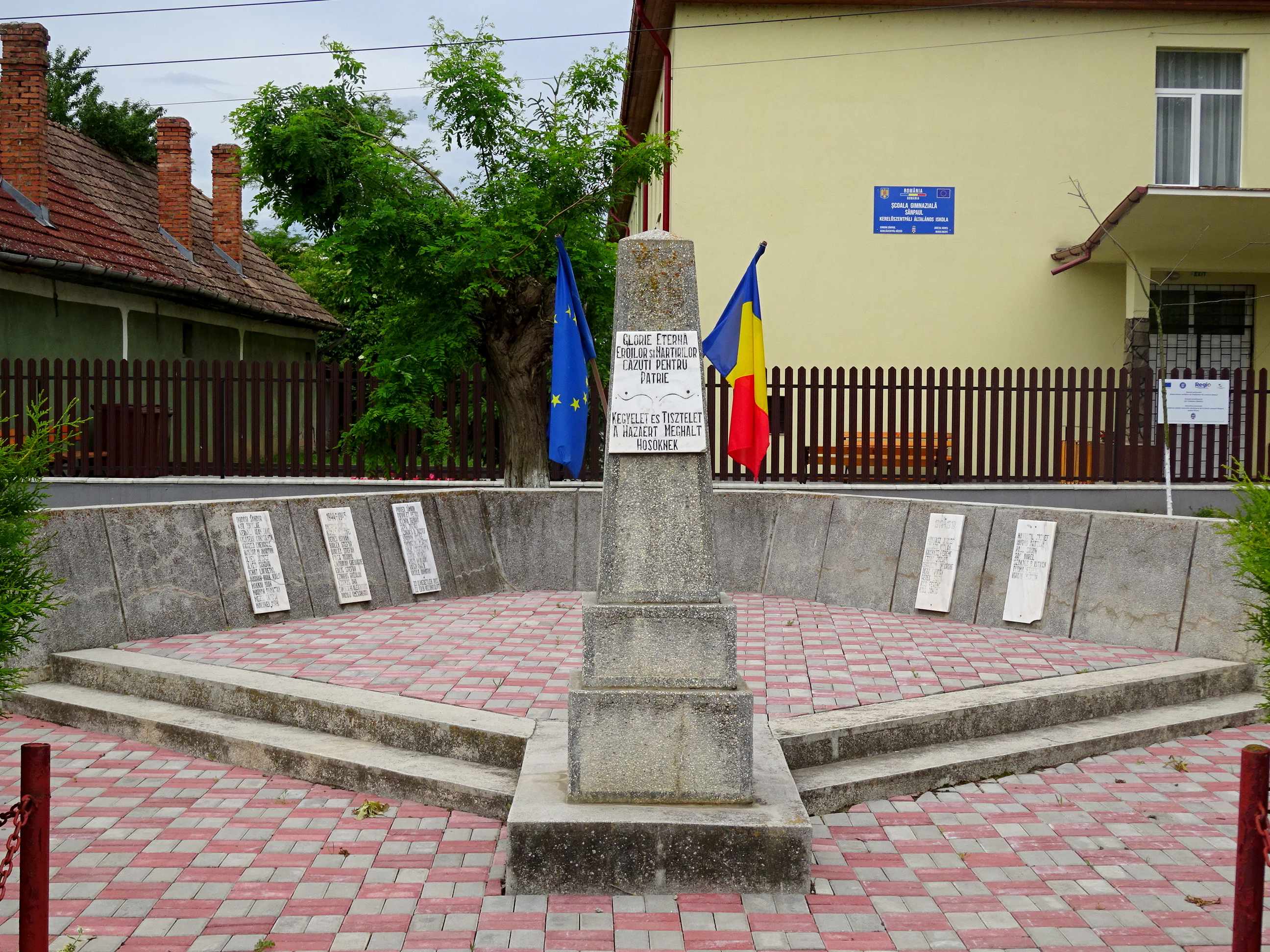
Monumentul eroilor
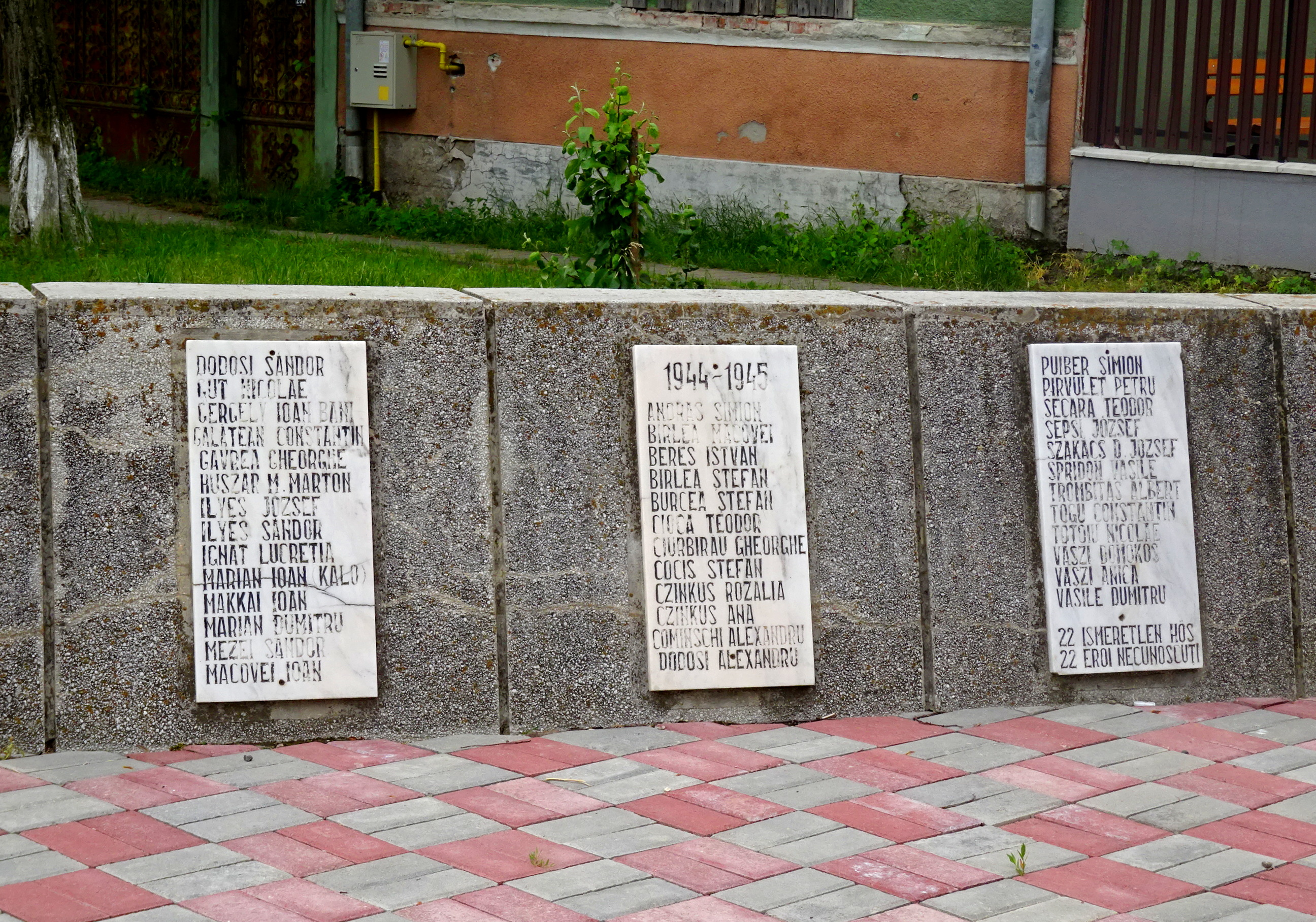
Monumentul eroilor (detaliu)
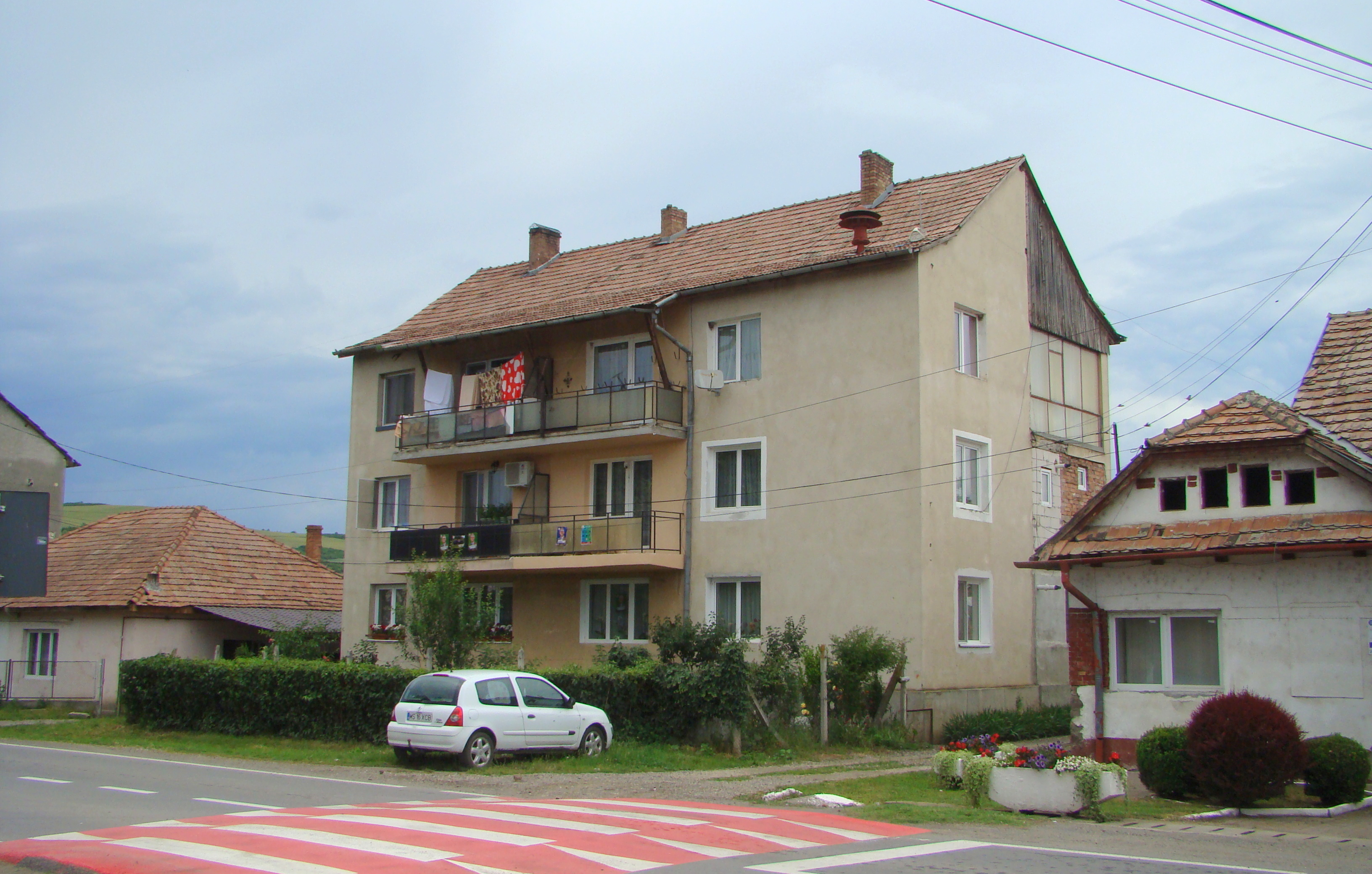
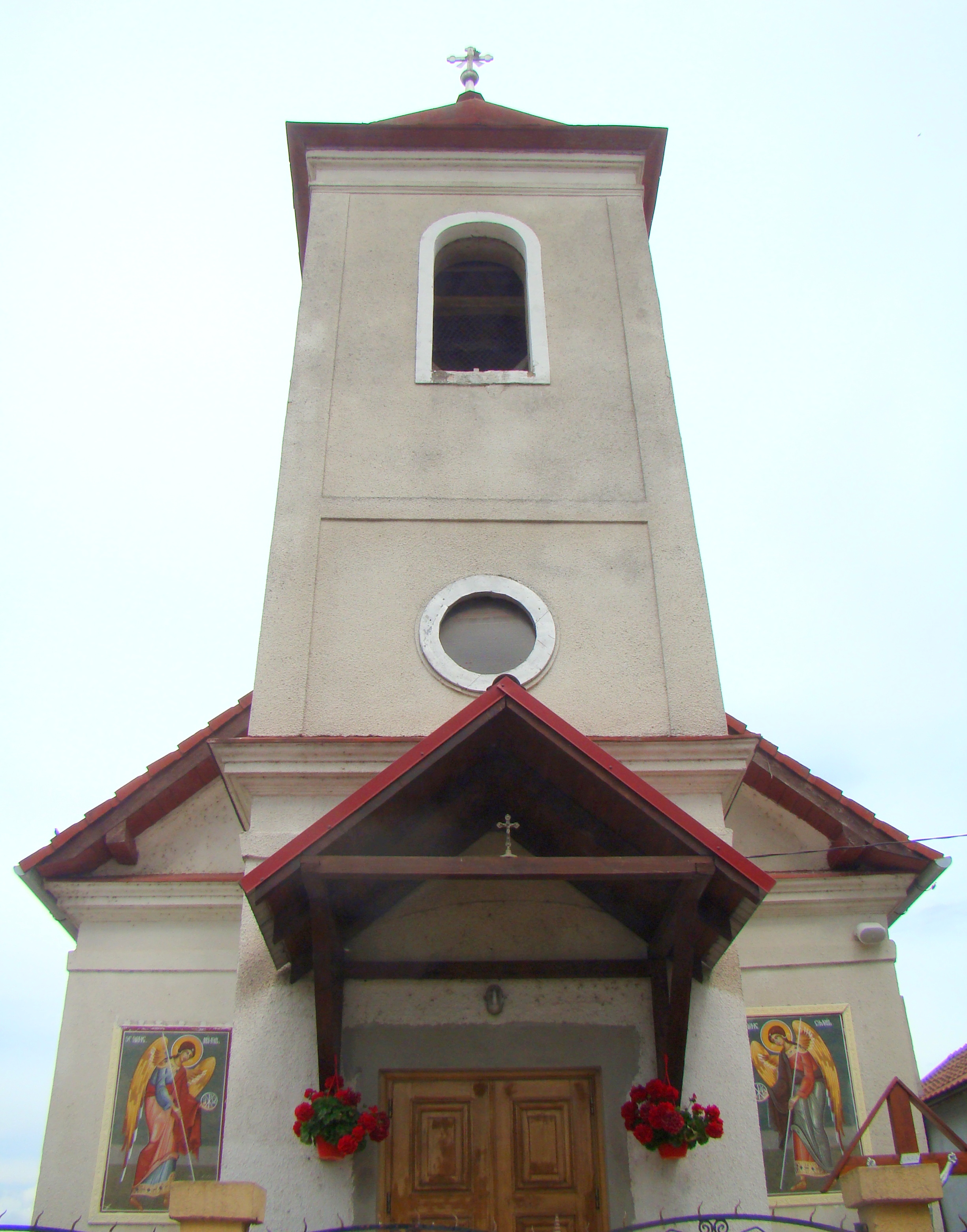
Biserica ortodoxă din Sânpaul
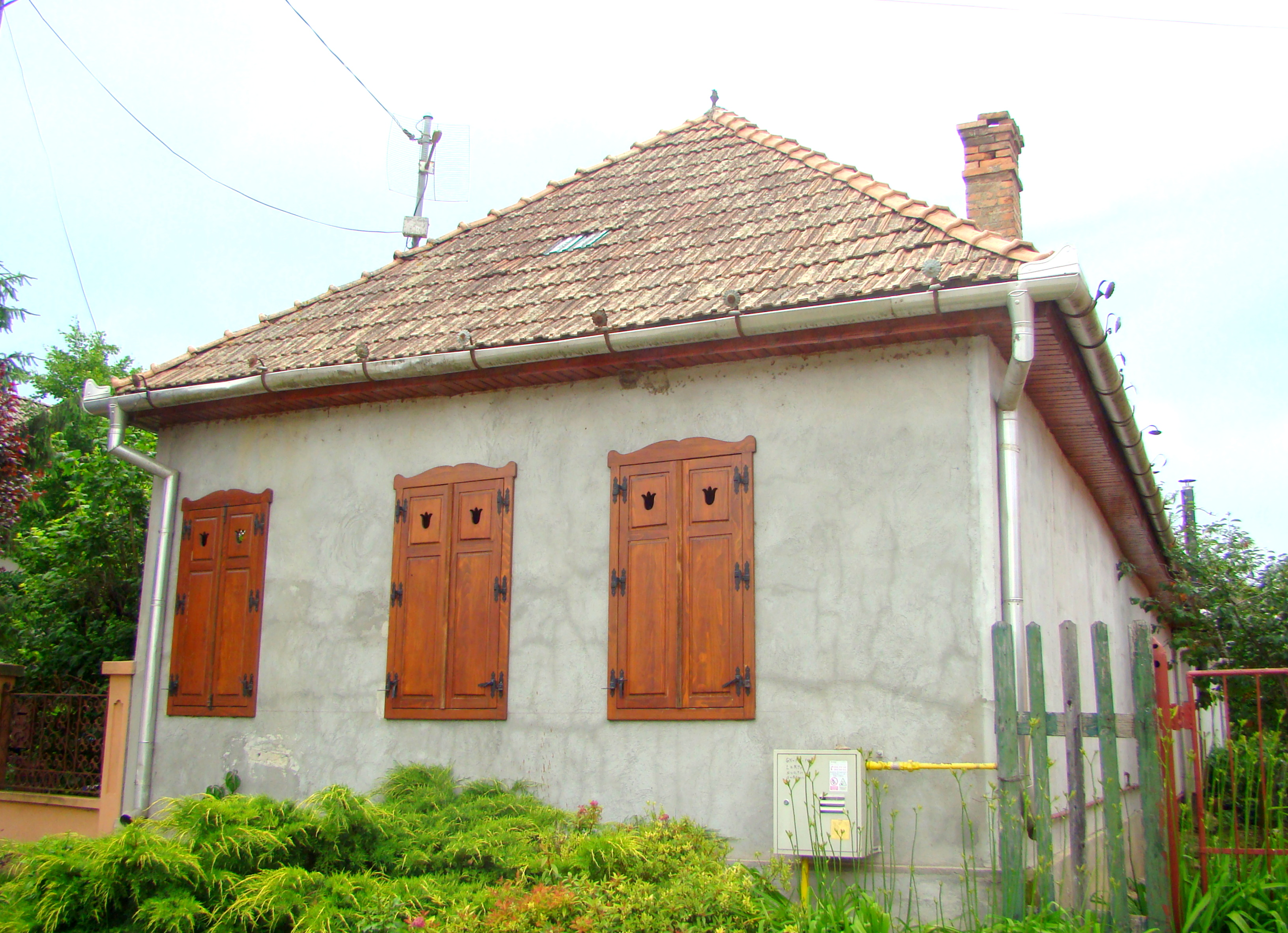
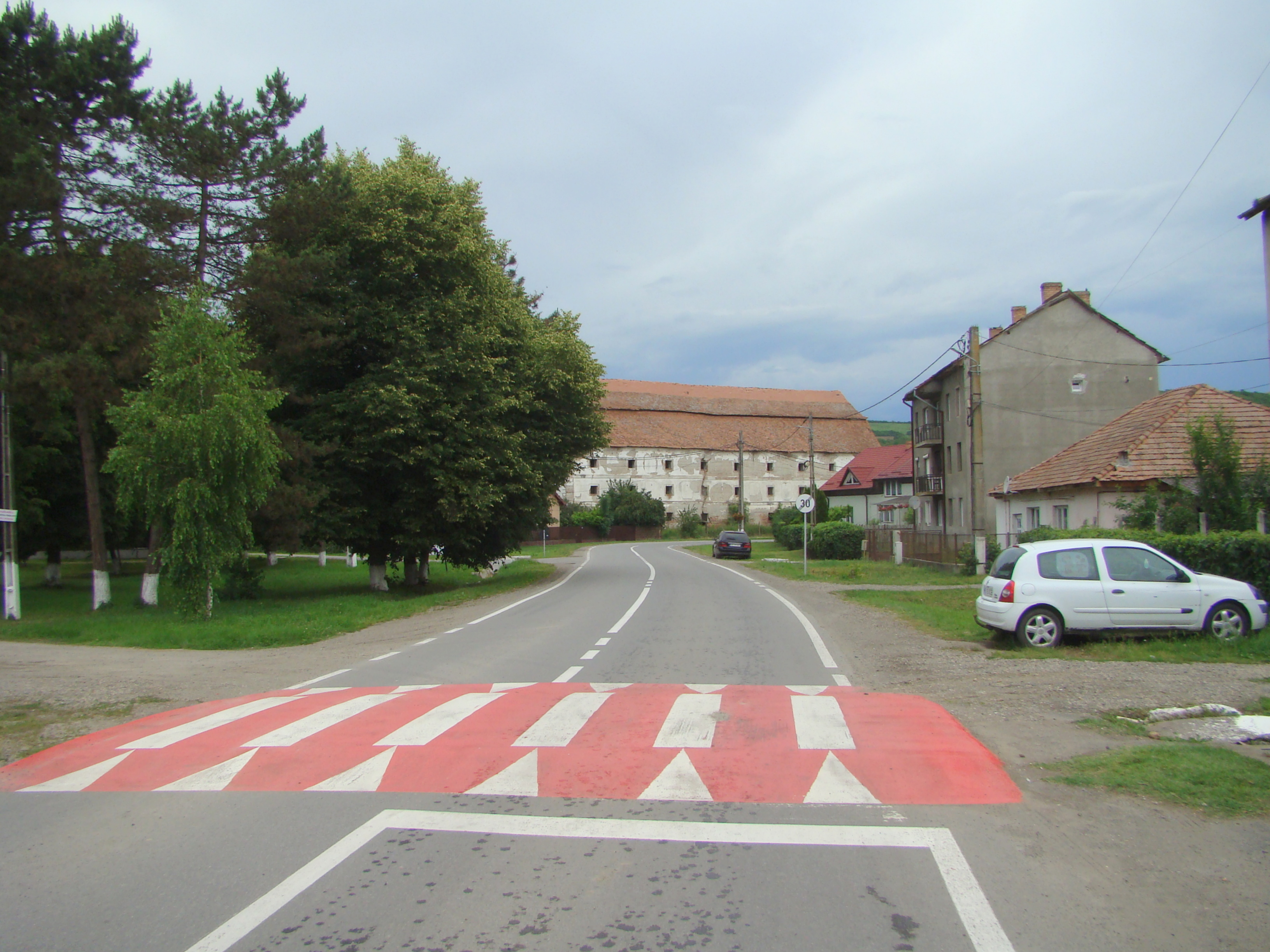
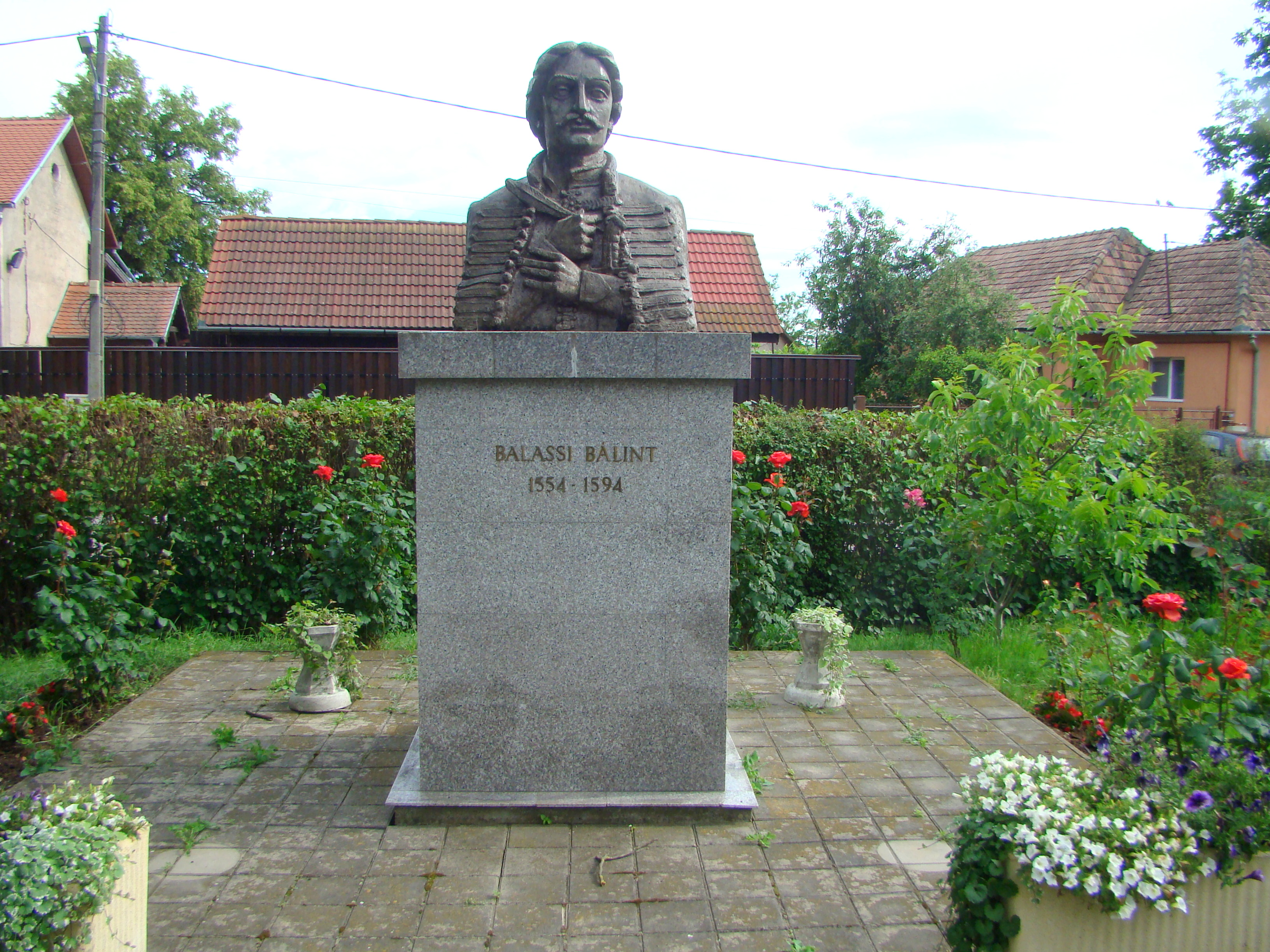
Bustul lui Bálint Balassi
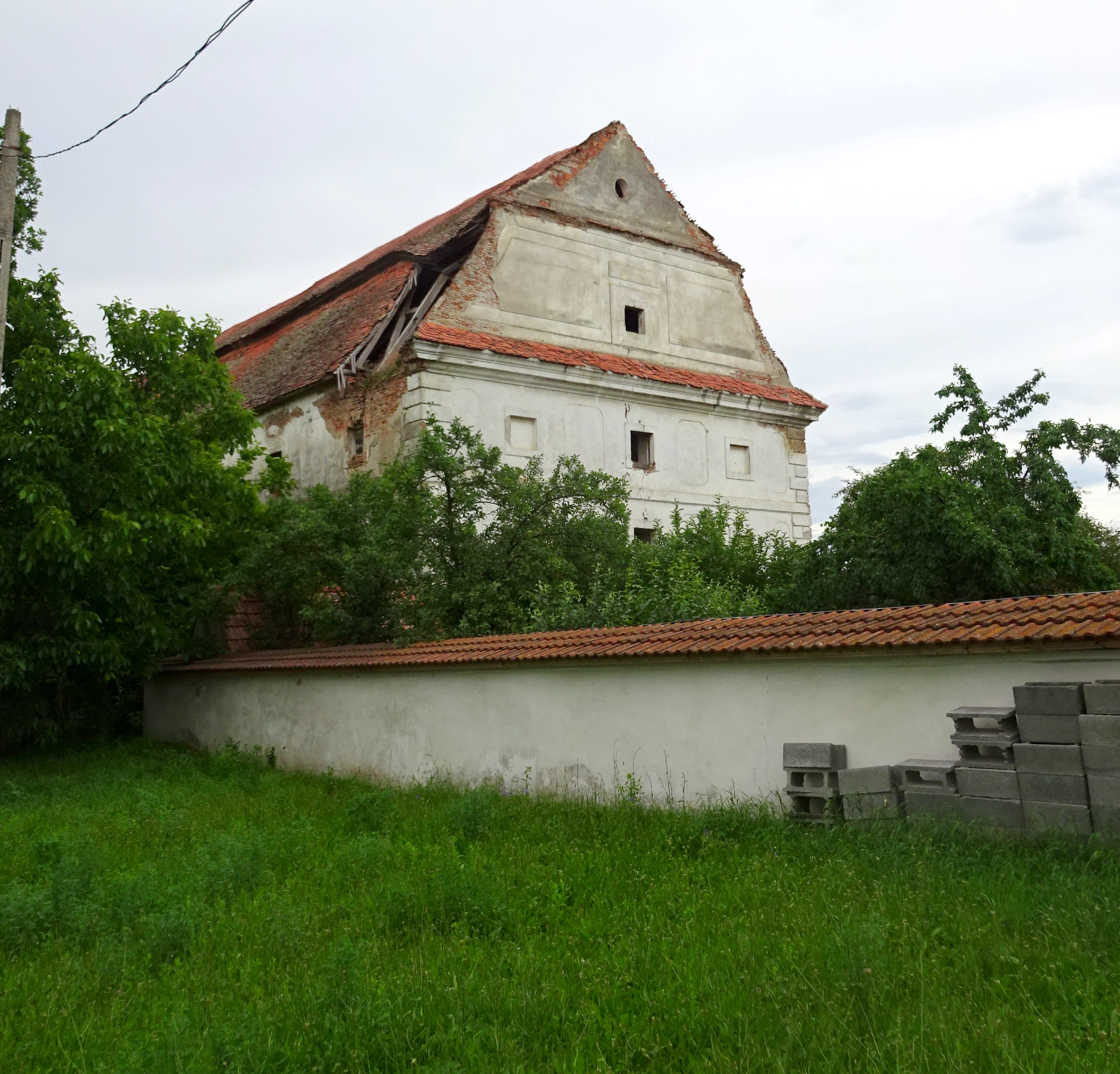
Grânarul (monument istoric)
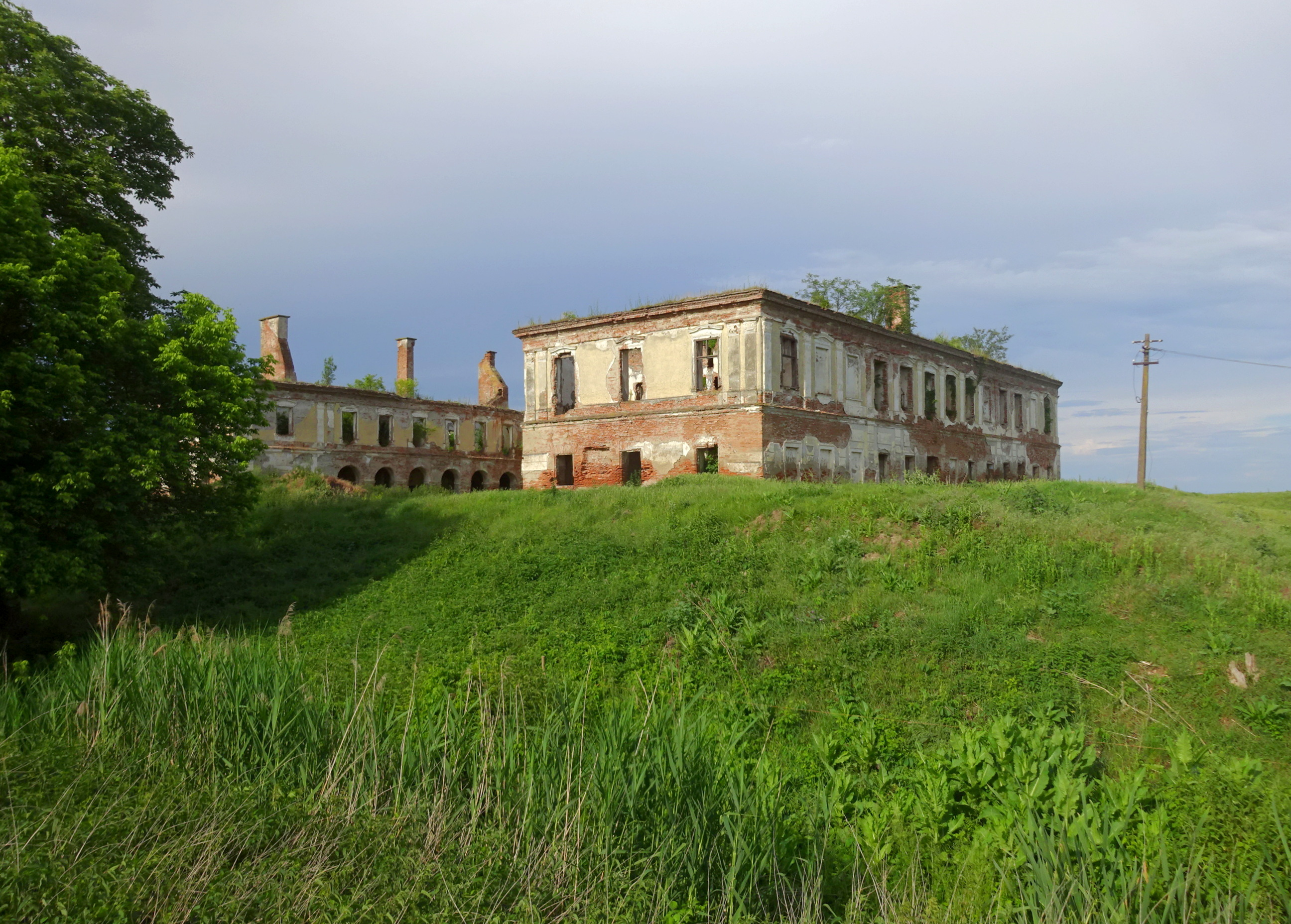
Castelul Haller din Sânpaul (monument istoric)
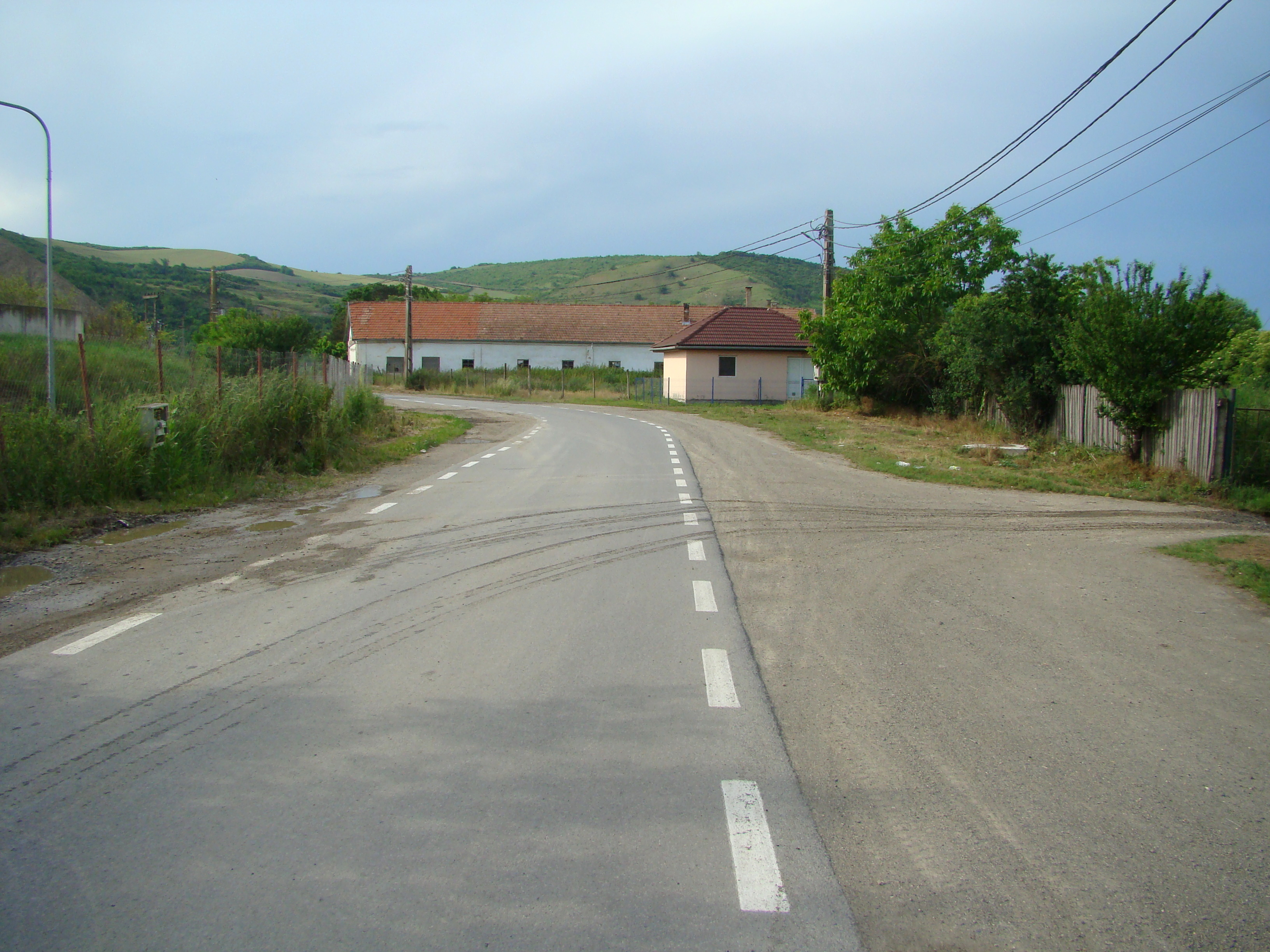
Ieșirea din localitate
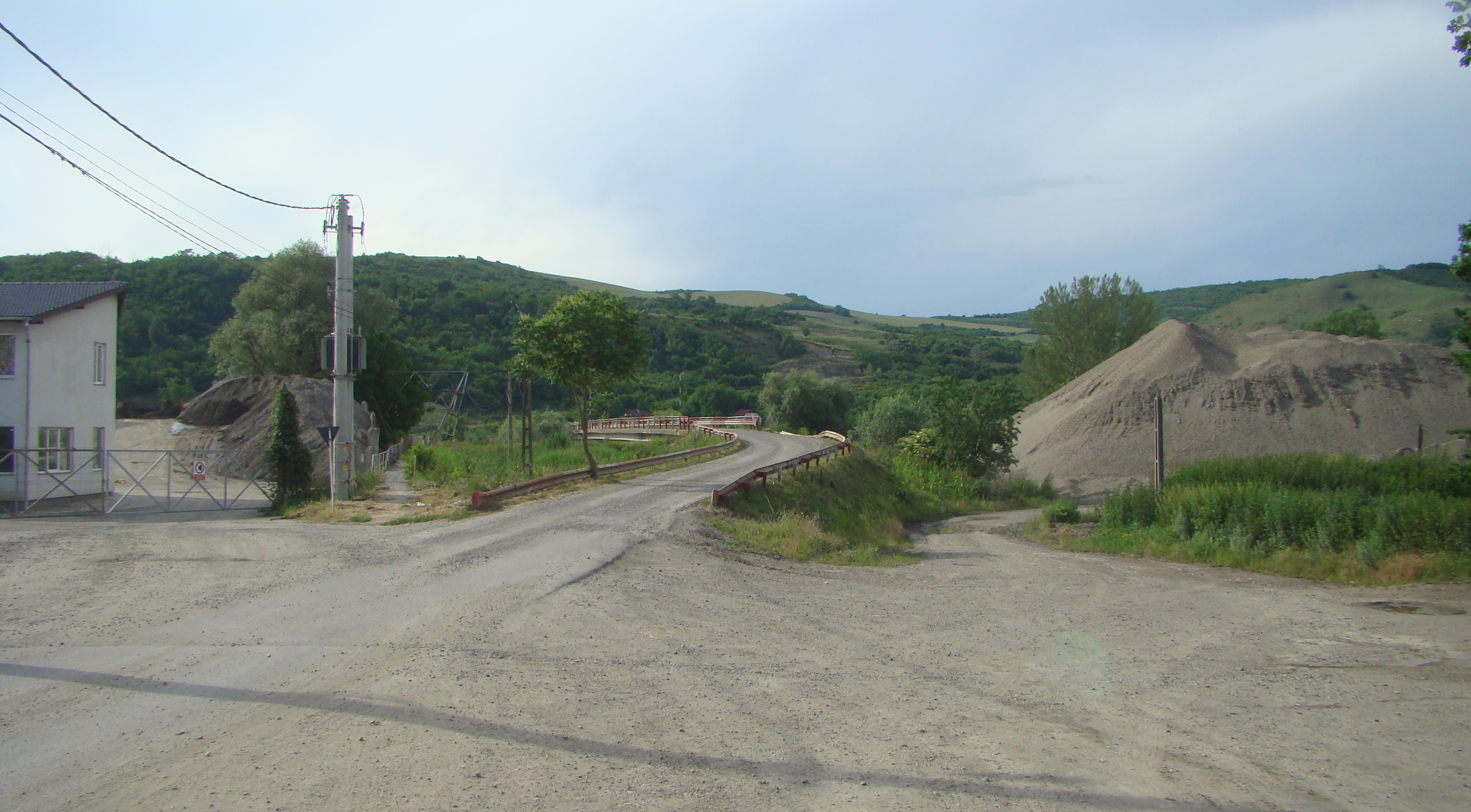
Drumul comunal ce traversează Mureșul și balastiera
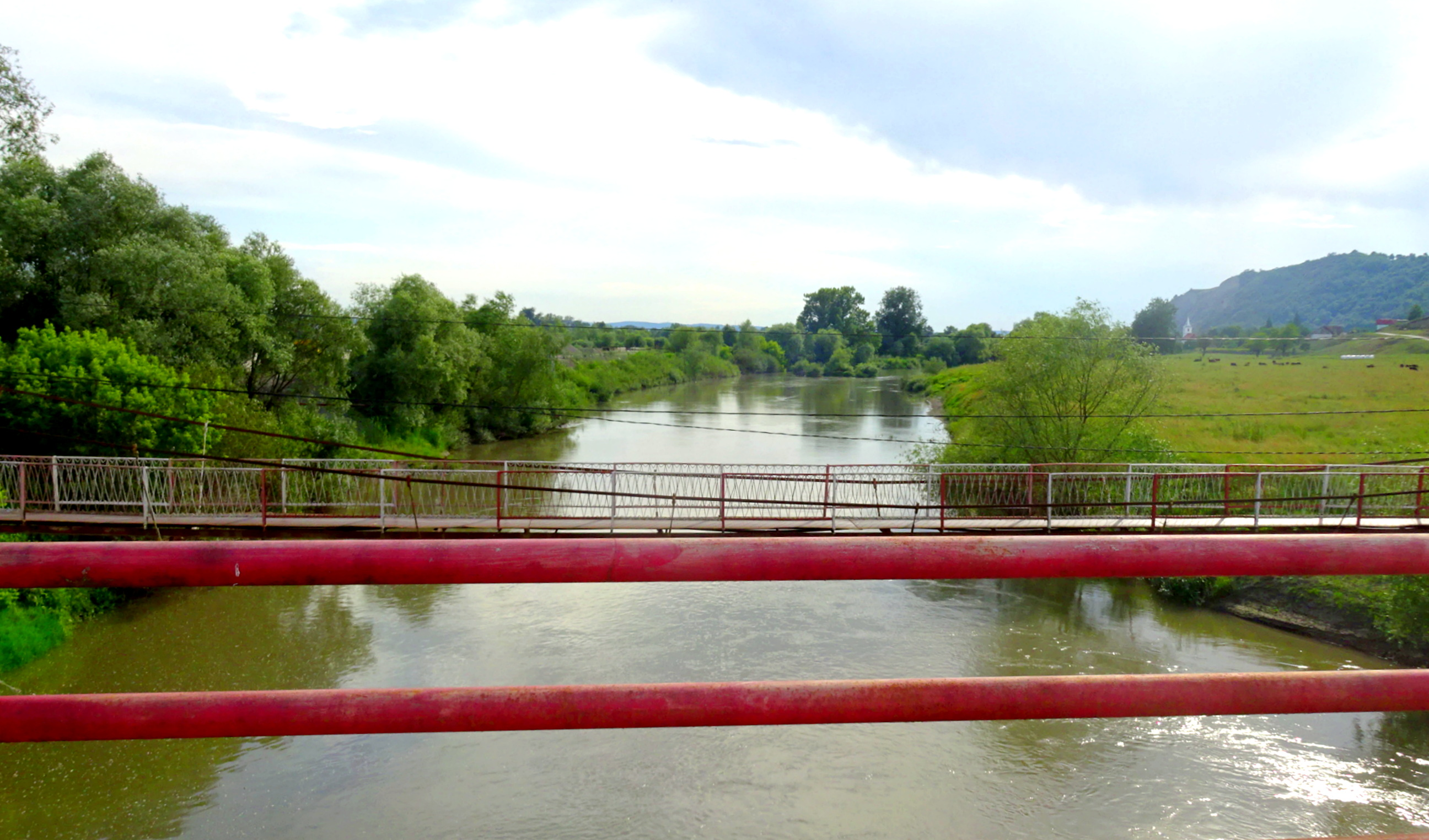
Râul Mureș la Sânpaul